# Ploumilliau
Ploumilliau (tiếng Breton: Plouilio) là một xã của tỉnh Côtes-d'Armor, thuộc vùng Bretagne, tây bắc Pháp.

## Dân số
Người dân ở Ploumilliau được gọi là Milliautais.